# Данух
Данух — село в Гумбетовском районе Дагестана.
Образует сельское поселение село Данух как единственный населённый пункт в его составе.

## Географическое положение
Расположено у подножья горы Ханчимеэр в 11,5 км к северо-востоку от районного центра села Мехельта.

## Население
| 1895 | 1926 | 1939 | 1970 | 1989 | 2002 | 2010 |
| ---- | ---- | ---- | ---- | ---- | ---- | ---- |
| 320  | ↗390 | ↗489 | ↘455 | ↗465 | ↗706 | ↗812 |
| 2012 | 2013 | 2014 | 2015 | 2016 | 2017 | 2018 |
| ↗820 | ↗827 | ↗832 | ↗835 | ↗848 | ↗850 | ↗858 |
| 2019 | 2020 | 2021 | 2023 | 2024 | 2025 |      |
| ↗861 | ↗869 | ↗885 | ↗892 | ↗902 | ↘898 |      |

## Известные уроженцы
- Гитин Данухский — наиб имама Шамиля.
- Магомедов Магомед Маллаевич — доктор медицинских наук, профессор.